# 屋上探偵
『屋上探偵』（オクタン）は、大崎知仁作・遠藤達哉挿絵による小説、またはその小説を元に遠藤達哉が漫画化した漫画作品。
2007年現在、小説2本・漫画1本が発表されている。

## 概要
元は、JUMP j BOOKS（集英社）より発売されたライトノベルである。
頭脳明晰・眉目秀麗だが果てしなくエッチな屋上のトラブルシューター・犬村元貞と、彼を取材したことからトラブルに巻き込まれることになった新聞部員・月島周子のコンビが織りなすアクションコメディである。

## 作品リスト
- 『屋上探偵』集英社〈ジャンプ ジェイ ブックス〉2006年2月8日発行、ISBN 978-4-08-703166-9
- 『屋上探偵2 ミッドサマー・ボディガード』集英社〈ジャンプ ジェイ ブックス〉2006年10月31日発行、ISBN 978-4-08-703172-0
- 『屋上探偵 - オクタン -』遠藤達哉による漫画化作品。『ジャンプ the REVOLUTION!』2006掲載。

## 屋上探偵
屋上探偵第1作目。最初のページにはカラーの漫画が掲載されている。

## 漫画『屋上探偵 - オクタン -』
『屋上探偵2 ミッドサマー・ボディガード』内の1エピソードを、遠藤達哉が漫画化した作品。41P。

### あらすじ
夏休みまっ只中の私立明斉館高校で、連続水着盗難事件が発生した。ほかの女子が皆泣き寝入りするなか、木山奈緒が「屋上のトラブルシューター」犬村元貞に捜査を依頼する。
被害者は全員、開放プールで泳いだ後図書館へ寄り、被害に遭っていた。目下、犬村を密着取材中の月島周子がおとりになり自らプールと図書館へ赴くが、ドスケベの犬村は相変わらずの様子で…。
そのとき、月島のバッグをひったくる人物が現れた…。

### 登場人物
犬村 元貞（いぬむら もとさだ）
3号館屋上を事務所代わりにする「屋上のトラブルシューター」。その読書量は尋常でなく、成績は常にトップクラス、豊富な知識から事件の犯人を言い当てたり、ステンレス製の栞を使ったアクションにも秀でている。
いわゆるイケメンだが軟派な性格で、報酬代わりに女子の依頼人ならデート、男子の依頼人なら女子を紹介させるという外道でもある。
月島 周子（つきしま しゅうこ）
新聞部員で、部長から犬村の密着取材を厳命されている。
犬村の外道な性格に辟易しながらも、トラブルに巻き込まれるたび絶妙のコンビネーションを見せる。しかし、トラブル自体がとても校内新聞に載せられるような内容ではない事ばかりなので、いつまでも犬村から開放されない。
木山 奈緒（きやま なお）
1年3組所属。連続水着盗難の被害者で、犬村を頼って屋上へやって来る。
真面目そうな子だがデートの件も既に承知済で、事件解決後犬村に群がる女達を前に「デートはまた今度で」と言い切る度胸も持つ。

## 外部サイト
- 屋上探偵〈オクタン〉 - ジャンプ j-BOOKS
- 屋上探偵2 ミッドサマー・ボディーガード - ジャンプ j-BOOKS